# ジャンクションボックス

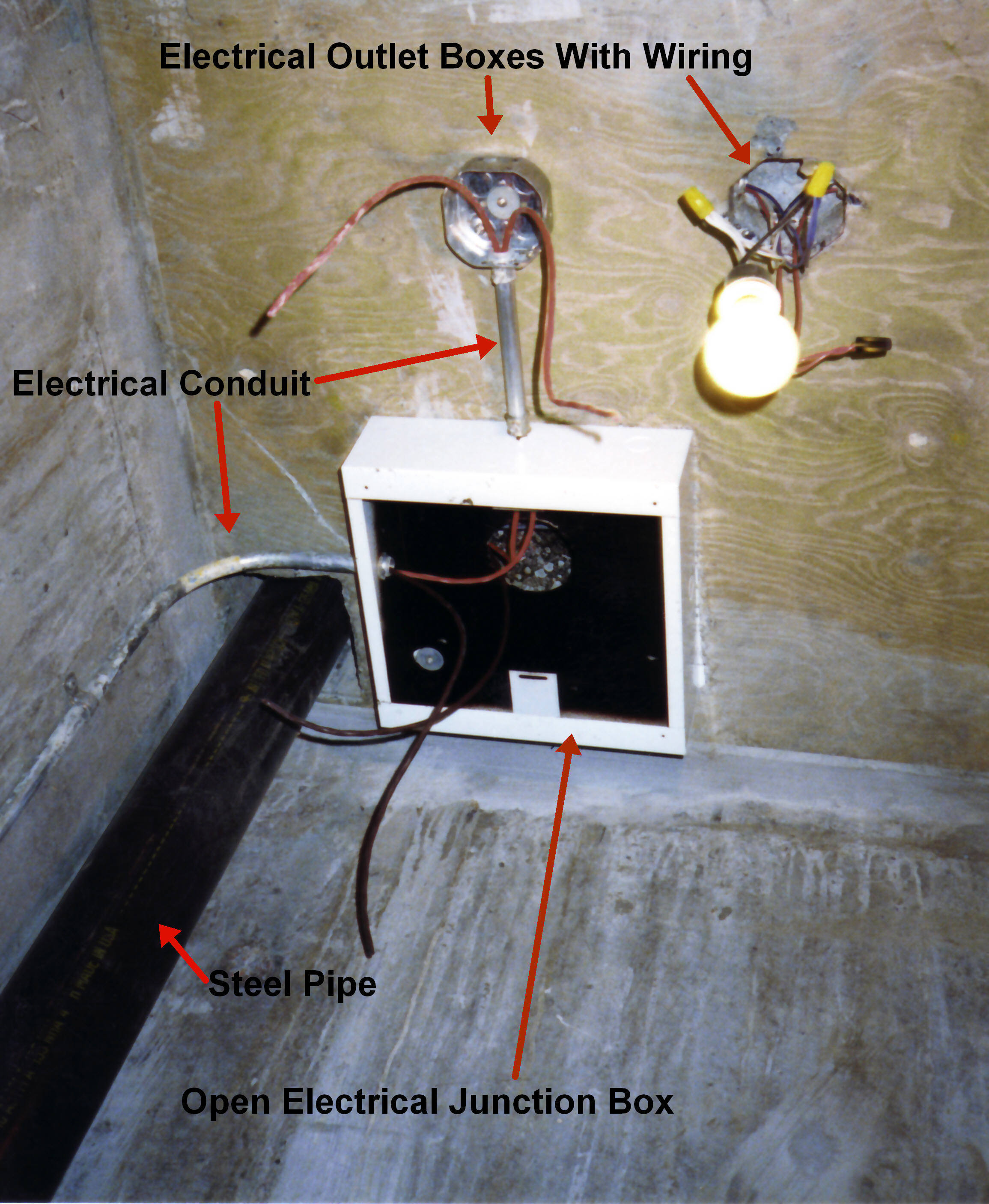
ジャンクションボックス

ジャンクションボックス（日本語：接続箱, 英語：Junction box，略語Jbox）とは、電線同士を結合、分岐、中継する際に用いる端子、端末の保護箱である。通常入出力の数に合わせた電線通過用の穴が開けられており、防湿が必要な場合にはゴムなどのパッキンを用いて湿気の侵入を防止する。

## 主な用途
- 強電等の屋内配線
- 電話配線 - MDF および IDF、端子函および光クロージャ
- 工場、プラントなどにおけるセンサーなどの配線

## 脚註
1. ↑  “What is a Junction Box (Electrical Box)?”. Electrical Knowledge. 2021年10月11日閲覧。